# Bremner Adumur
Bremner Adumur (ur. w 1984) – nauruański lekkoatleta, specjalizujący się głównie w biegu na 800 metrów.
W 2007 roku zdobył srebrny medal w biegu na 800 metrów, podczas zawodów Tri-rigger Championships 2007 (w zawodach tych rywalizują tylko sportowcy z Nauru i Kiribati). W 2009 roku, wystartował w Mistrzostwach Oceanii w półmaratonie, w których zajął przedostatnie, 44. miejsce (osiągnął wynik 2:22:44).
Amatorsko uprawia również koszykówkę, w 2009 roku zdobył złoty medal igrzysk nauruańskich (w drużynie Denig).

## Rekord życiowy
- Bieg na 800 metrów – 2:13,74 (27 czerwca 2008), rekord Nauru[1].